# پس از ساعات اداری
پس از ساعات اداری (به انگلیسی: After Hours) فیلمی در ژانر کمدی سیاه به کارگردانی مارتین اسکورسیزی است که در سال ۱۹۸۵ منتشر شد. داستان فیلم در مورد مردی به نام پال هکت (گریفین دان) است که یک شب برای بازگشت به خانه از سوهو (نیویورک) درگیر دردسرهای متعددی می‌شود.

## تولید فیلم

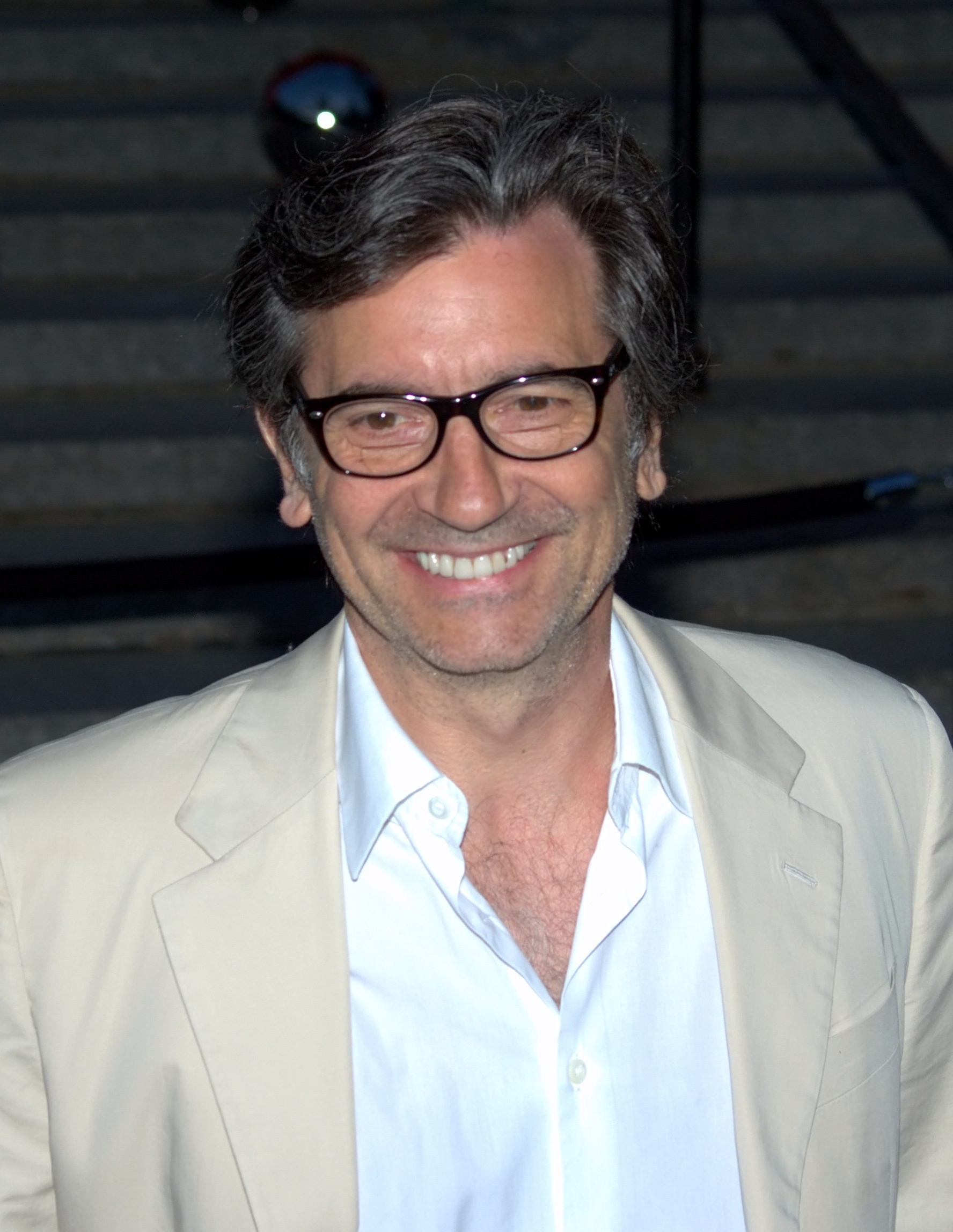
گریفین دان در ۲۰۱۰

این فیلم بر اساس فیلم‌نامه‌ای از جوزف مینین ساخته شده‌است که آن را به عنوان بخشی از یک تکلیف در درسی سینمایی در دانشگاه کلمبیا نوشت. در هنگام تولید فیلم او ۲۶ سال سن داشت. عنوان این فیلم در ابتدا به یاد صحبت‌های تک‌نفری جو فرانک در سال ۱۹۸۲ که داستان فیلم از آن تأثیر گرفته «دروغ‌ها» (به انگلیسی: Lies) بود. عنوان فیلم‌نامه که دست به دست می‌گشت و اسکورسیزی و تهیه‌کننده‌ها آن را خواندند در اصل تسلیم شو دوروتی (به انگلیسی: Surrender Dorothy) بود.
فیلم پس از ساعات اداری در آغاز قرار بود که توسط تیم برتون کارگردانی شود اما اسکورسیزی در زمانی که نمی‌توانست برای تمام کردن فیلم آخرین وسوسه مسیح پشتیبانی مالی بیابد فیلم‌نامه بعد از ساعت‌ها را خواند و برتون با خوشحالی از اینکه اسکورسیزی به ساختن فیلم علاقه‌مند است کنار کشید. پس از ساعات اداری اولین فیلم داستانی اسکورسیزی در ده سال بود که رابرت د نیرو در آن حضور نداشت.
دیالوگ بین پال و بانسر دم در کلوپ برلین از داستان کوتاه «جلوی قانون» فرانتس کافکا گرفته شده که بخشی از رمان محاکمه است.
در حین ساخت فیلم مایکل پاول، کارگردان بریتانیایی خیلی مواقع در کنار آن‌ها حضور داشت. پاول و تلما شونمیکر تدوین‌گر فیلم کمی پس از ساخت فیلم با یکدیگر ازدواج کردند. هیچ‌کس از اینکه فیلم چگونه باید تمام شود اطمینان نداشت. مایکل پاول گفت که «ماجرای او باید با بازگشتن به محل کار تمام شود.» اما در ابتدا حرف او را نپذیرفتند چون بسیار سخت و نامحتمل بود. آن‌ها پایان‌های متعدد دیگری را امتحان کردند و برخی از آن‌ها حتی فیلم‌برداری شد. اما تنها پایانی که همه احساس کردند مناسب است این بود که پال در حینی که روز جدید داشت شروع می‌شد بر سر کارش برگردد.

## بازیگران
- گریفین دان - پال هکت
- روزانا آرکت - مارسی فرانکلین
- ورنا بلوم - جون
- تامی چونگ - پیپی
- لیندا فیورنتینو - کیکی بریجز
- تری گار - جولی
- جان هرد - تام شور
- چیچ مارین - نیل
- کاترین اوهارا - گیل
- ویل پاتون - هورست
- روکو سیستو - متصدی دخل در کافی‌شاپ